# Ryan Bingham/Diskografie
Diese Diskografie ist eine Übersicht über die musikalischen Werke des US-amerikanischen Countrymusikers Ryan Bingham.

## Einführung
Nach einer Anfangsphase, in der er sich selbst produzierte, begann Binghams sich bis heute fortsetzende kommerzielle Karriere 2007 mit dem Album Mescalito. Von da an bis zum Jahre 2012 veröffentlichte er seine Musik unter dem Label Lost Highway, in dessen Kooperation neben drei Alben auch zahlreiche Singles und Musikvideos entstanden. 2010 veröffentlichte Bingham das Lied The Weary Kind für den Film Crazy Heart, welches mit einem Oscar in der Kategorie Bester Song prämiert wurde. Nach zwei Jahren Pause brachte er 2012 sein viertes offizielles Album Tomorrowland heraus, welches in dem von ihm und seiner Frau gegründeten Label Axster/Bingham Records erschien.

## Alben

### Studioalben
| Jahr | Titel Musiklabel                               | Höchstplatzierung, Gesamtwochen, AuszeichnungChartplatzierungen (Jahr, Titel, Musiklabel, Platzierungen, Wochen, Auszeichnungen, Anmerkungen) | Höchstplatzierung, Gesamtwochen, AuszeichnungChartplatzierungen (Jahr, Titel, Musiklabel, Platzierungen, Wochen, Auszeichnungen, Anmerkungen) | Anmerkungen                                                  |
| Jahr | Titel Musiklabel                               | US | Country | Anmerkungen                                                  |
| ---- | ---------------------------------------------- | --- | --- | ------------------------------------------------------------ |
| 2007 | Mescalito Lost Highway                         | — | — | Erstveröffentlichung: 2. Oktober 2007 Datenträger: CD, LP    |
| 2009 | Roadhouse Sun Lost Highway                     | US65 (1 Wo.)US | Country17 (38 Wo.)Country | Erstveröffentlichung: 2. Juni 2009 Datenträger: CD, LP       |
| 2010 | Junky Star Lost Highway                        | US19 (4 Wo.)US | Country2 (29 Wo.)Country | Erstveröffentlichung: 31. August 2010 Datenträger: CD, LP    |
| 2012 | Tomorrowland Axster/Bingham Records            | US36 (2 Wo.)US | Country7 (10 Wo.)Country | Erstveröffentlichung: 18. September 2012 Datenträger: CD, LP |
| 2015 | Fear and Saturday Night Axster/Bingham Records | US47 (1 Wo.)US | — | Erstveröffentlichung: 20. Januar 2015 Datenträger: CD, LP    |
| 2019 | American Love Song Axster/Bingham Records      | US124 (1 Wo.)US | Country12 (1 Wo.)Country | Erstveröffentlichung: 15. Februar 2019 Datenträger: CD, LP   |

### EPs
| Jahr | Titel Musiklabel                       | Höchstplatzierung, Gesamtwochen, AuszeichnungChartplatzierungen (Jahr, Titel, Musiklabel, Platzierungen, Wochen, Auszeichnungen, Anmerkungen) | Höchstplatzierung, Gesamtwochen, AuszeichnungChartplatzierungen (Jahr, Titel, Musiklabel, Platzierungen, Wochen, Auszeichnungen, Anmerkungen) | Anmerkungen                                         |
| Jahr | Titel Musiklabel                       | US | Country | Anmerkungen                                         |
| ---- | -------------------------------------- | --- | --- | --------------------------------------------------- |
| 2011 | iTunes Live: SXSW Lost Highway Records | — | Country64 (1 Wo.)Country | Erstveröffentlichung: 18. März 2011 Datenträger: CD |

## Singles
- 2010: The Weary Kind
- 2010: Depression
- 2012: The Wandering (Acoustic)

## Musikvideos
| Jahr | Titel                | Regisseur    |
| ---- | -------------------- | ------------ |
| 2007 | Southside of Heaven  | Anna Axster  |
| 2008 | Bread and Water      | Anna Axster  |
| 2009 | Country Roads        | Anna Axster  |
| 2010 | The Weary Kind       | Danny Clinch |
| 2012 | Heart of Rhythm      | Anna Axster  |
| 2012 | Guess Who’s Knocking | Anna Axster  |

## Statistik

### Chartauswertung
|                     | US    | Country         |
| ------------------- | ----- | --------------- |
| Nummer-eins-Alben   | US—US | Country—Country |
| Top-10-Alben        | US—US | Country2Country |
| Alben in den Charts | US5US | Country5Country |